# Авґуст Зандер
Авґуст Зандер — німецький фотограф, який працював у напрямках портрета та документальної фотографії. Його вважають одним з найвизначніших німецьких фотографів-портретистів початку XX століття.
У 1929 році вийшла його перша книга «Обличчя нашого часу» (нім. Antlitz der Zeit).